# Lennart Magnusson
Lennart Carl Oscar Magnusson  (né le 1er janvier 1924 à Stockholm - mort le 2 septembre 2011 à Sundsvall) est un escrimeur suédois pratiquant l'épée.

## Biographie
Aux Jeux olympiques d'été de 1952 à Helsinki, Lennart Magnusson remporte la médaille d'argent à l'épée par équipes, aux côtés de Carl Forssell, Bengt Ljungquist, Per Carleson, Berndt-Otto Rehbinder et Sven Fahlman.